# 사카니시정
사카니시정(坂西町)은 도치기현의 남서부, 아시카가군에 속했던 정이다. 현재의 아시카가시 서부 사카니시 지구에 해당한다. 1889년부터 1893년까지 아시카가군에 존재했던 사카니시촌과는 범위가 다르다.

## 역사
- 1889년 4월 1일 - 정촌제 시행에 의해 오마타촌, 미와촌이 성립하였다.
- 1893년 6월 1일 - 오마타촌의 일부가 분립해 하지카촌이 성립하였다.
- 1923년 1월 1일 - 오마타촌과 하지카촌이 정으로 승격해 오마타정, 하지카정이 되었다.
- 1955년 3월 31일 - 오마타정, 하지카정, 미와촌과 합병해 사카니시정이 성립하였다.
- 1962년 10월 1일 - 미쿠리야정과 함께 아시카가시에 편입되었다.

## 교통

### 철도
- 일본국유철도 (현 동일본 여객철도)
  - 료모선